# Txókhrak (Krasnodar)
|  | Per a altres significats, vegeu «Txokhrak». |

Txókhrak - Чëхрак (rus) - és un khútor del krai de Krasnodar, a Rússia. Es troba a la vora esquerra del riu Bolxoi Zeléntxuk, afluent del riu Kuban, davant de Frolovski, a 26 km al sud-est d'Otràdnaia i a 234 km al sud-est de Krasnodar. Pertany a l'stanitsa d'Udóbnaia.